# Сензангакона
Сензангакона каДжама  (ок. 1762—1816) — 14-й вождь (инкоси) зулусов (1781—1816).

## Биография
Сын и преемник инкоси зулусов Джама каНдаба (1763—1781). В 1781 году после смерти своего отца Сензангакона унаследовал власть над племенем зулусов. При Сензангаконе зулусы были небольшим родом в конфедерации Мтетва, которая находилась под верховной властью инкоси Дингисвайо.
Сензангакона имел около шестнадцати жен, от которых у него было четырнадцать известных сыновей и множество дочерей.
Его третья жена Нанди (ок. 1760—1827), происходившая из родственного рода Гвабе, в 1787 году в результате внебрачной связи родила ему вне брака сына Чаку, после чего он был вынужден принять её в свой краале в качестве очередной жены. Через шесть лет Сензангакона, разгневанный проступком сына, приказал изгнать своего сына Чаку вместе с его матерью. Из-за этого Чаке вместе с матерью пришлось долгие годы скитаться по другим племенам, пока его не приняло племя Мтетва. Когда Чака достиг призывного возраста, он поступил на службу к инкоси племенной конфедерации Мтетва Дингисвайо и стал главнокомандующим его армии.
Около 1814 года 27-летний Чака встретился и примирился со своим отцом Сензангаконой, став его любимцем.
В 1816 году инкоси зулусов Сензангакона скончался. Перед смертью он назначил своим преемником Сигуджану, сына от восьмой жены Биби. Вскоре Сигуджана был в ссоре убит Нгвади, сыном Нанди и единоутробным братом Чаки. После смерти своего брата Чака при поддержке Дингисвайо стал новым вождем (инкоси) зулусов.